# Střítež nad Bečvou
Pour les articles homonymes, voir Střítež.
Střítež nad Bečvou (en allemand : Strietesch) est une commune du district de Vsetín, dans la région de Zlín, en Tchéquie. Sa population s'élevait à 855 habitants en 2020.

## Géographie
Střítež nad Bečvou se trouve à 7 km à l'est-sud-est de Valašské Meziříčí, à 15 km au nord-nord-est de Vsetín, à 39 km au nord-est de Zlín et à 270 km à l'est-sud-est de Prague.
|  |

La commune est limitée par Zašová au nord-ouest et au nord, par Zubří au nord-est, par Vidče à l'est, par Velká Lhota au sud et au sud-ouest.

## Histoire
La première mention écrite du village date de 1368, alors que le village était un bien du diocèse d'Olomouc.